# Greysia Polii
Greysia Polii (Jacarta, 11 de agosto de 1987) é uma jogadora de badminton indonésia, campeã olímpica e especialista em duplas.

## Carreira
Greysia Polii representou seu país nos Jogos Olímpicos de Verão de 2012 e 2016.
Greysia Polii representou seu país nos Jogos Olímpicos de Verão de 2020 conquistando a medalha de ouro, nas duplas femininas ao lado de Apriyani Rahayu.